# ساري درق (غرمي)
ساري درق (بالفارسية: ساری‌درق) هي منطقة سكنية تقع في قسم اني الريفي في إيران. يقدر عدد سكانها بـ 162 نسمة .